# Nicolas Kiefer
Nicolas Kiefer (Holzminden, 5 juli 1977) is een voormalig tennisser uit Duitsland. Hij was prof van 1995 tot 30 december 2010. Hij kwam in 1997 voor het eerst de top 100 binnen en bereikte voor het eerst de top 10 in 1999. Zijn hoogste plaats op de ATP-ranglijst is de 4e, die hij bereikte op 10 januari 2000.
Kiefer schreef in zijn carrière zes enkelspeltoernooien en drie mannendubbelspeltoernooien op zijn naam. Zijn beste resultaat in het enkelspel op een grandslamtoernooi is de halve finale op het Australian Open in 2006. Hij haalde ook de halve finale van de Tennis Masters Cup in 1999. In 2004 won hij met Rainer Schüttler een zilveren medaille in het dubbelspel op de Olympische Spelen van Athene.

## Carrière

### Jaarverslagen

#### 1994 - 1996
Kiefer zette in 1994 zijn eerste stappen op het ATP-circuit. Hij kreeg een wildcard voor het ATP-toernooi van Ostrava, maar verloor meteen in de eerste ronde. In maart 1995 won hij zijn eerste challenger, in het Duitse Garmisch. Hij versloeg er in de finale de Belg Dick Norman. Hij bereikte die maand ook de kwartfinale van het ATP-toernooi van Sint-Petersburg, waar hij zijn eerste overwinningen boekte in een ATP-toernooi, tegen Martin Sinner in de eerste ronde en Thierry Guardiola in de tweede. Kiefer verloor zijn eerste ATP-kwartfinale van Andrej Tsjesnokov. In oktober kreeg hij een wildcard voor het Masterstoernooi van Essen, waar hij in de eerste ronde werd uitgeschakeld door MaliVai Washington.
In 1996 kwalificeerde hij zich voor de eerste maal voor een grandslamtoernooi. In de eerste ronde van het Australian Open werd hij uitgeschakeld door Mark Philippoussis. In februari verloor hij de finale van de challenger van Hamburen van zijn landgenoot Jens Knippschild. In juli boekte hij zijn grootste succes van het jaar met een kwartfinale op het ATP-toernooi van Kitzbühel, die hij verloor van de Spanjaard Juan Albert Viloca Puig. In oktober kwalificeerde hij zich voor het Masterstoernooi van Stuttgart, waar hij in de tweede ronde verloor van Thomas Enqvist.

#### 1997
Vanaf 1997 speelde Kiefer meer toernooien op ATP-niveau. In februari haalde hij de halve finale van het ATP-toernooi van Milaan, die hij verloor van Sergi Bruguera. In zijn eerste deelname aan Roland Garros werd hij in de eerste ronde verslagen door Bohdan Ulirach. Zijn eerste deelname aan Wimbledon was succesvoller. Kiefer bereikte er meteen de kwartfinale. Hij versloeg onder meer Andrej Medvedev en Jevgeni Kafelnikov, vooraleer hij de duimen moest leggen voor Todd Woodbridge. In juli haalde hij de kwartfinale van het ATP-toernooi van Gstaad en net zoals in 1996 in Kitzbühel was het Juan Albert Viloca Puig die hem versloeg. In de eerste ronde van het ATP-toernooi van Stuttgart moest Kiefer in zijn partij tegen Karol Kučera opgeven. Hij blesseerde tijdens de wedstrijd zijn rechterenkel en onderging op 16 juli een heelkundige ingreep om twee gescheurde ligamenten te herstellen. Kiefer miste zo zeven weken op het ATP-circuit en kon niet deelnemen aan het US Open. Kiefer keerde terug in september en slaagde erin zijn eerste ATP-toernooi op zijn naam te schrijven. Hij won het ATP-toernooi van Toulouse en versloeg daarbij Mark Philippoussis in de finale. Twee weken later haalde hij de finale van het ATP-toernooi van Singapore. Hij versloeg 's werelds nummer 8 Marcelo Ríos in de kwartfinale en verloor van Magnus Gustafsson in de finale. Op het Masterstoernooi van Stuttgart haalde hij de kwartfinale, die hij verloor van Jonas Björkman. Kiefer had in 1997 een reuzensprong op de ATP-ranglijst gemaakt en eindigde het jaar voor het eerst binnen de top 100 en de top 50 op plaats 32.

#### 1998
Begin 1998 haalde Kiefer de kwartfinale van het Australian Open. Hij verloor van Nicolas Escudé. In februari haalde hij de kwartfinale van het ATP-toernooi van Dubai, die hij verloor van Wayne Ferreira. Op het Masterstoernooi van Indian Wells haalde hij de derde ronde (verlies tegen Marcelo Ríos) en in Miami haalde hij de vierde ronde (verlies tegen Gustavo Kuerten). In mei won Kiefer met het Duitse team de World Team Cup in Düsseldorf. Op Roland Garros versloeg hij zijn landgenoot Tommy Haas in de eerste ronde en verloor hij van Thomas Muster in de tweede. Op Wimbledon werd hij in de derde ronde uitgeschakeld door Richard Krajicek. In Gstaad haalde hij de kwartfinale, die hij verloor van Filip Dewulf. Tijdens de zomer bereikte hij de derde ronde op het Masterstoernooi van Toronto en op het US Open. Hij verloor respectievelijk van Jonas Björkman en Jevgeni Kafelnikov. In het najaar haalde hij nog de halve finale in Toulouse en de kwartfinale in Bazel. In Ostrava behaalde Kiefer zijn eerste ATP-dubbeltitel aan de zijde van zijn landgenoot David Prinosil. Kiefer eindigde het jaar op plaats 35.

#### 1999
1999 was Kiefers succesvolste jaar op het ATP-circuit. In januari haalde hij de derde ronde op het Australian Open. Hij versloeg in de eerste ronde het vierde reekshoofd Carlos Moyà, maar verloor in de derde ronde van Fabrice Santoro. In februari haalde hij de finale van het ATP-toernooi van Dubai, die hij verloor van Jérôme Golmard. Op het Masterstoernooi van Miami haalde hij de kwartfinale na winst op Arnaud Clément, Patrick Rafter en Greg Rusedski. In de kwartfinale was Francisco Clavet echter te sterk. In april haalde hij de kwartfinale in Hongkong en won hij het ATP-toernooi van Tokio, de tweede toernooizege van zijn carrière. Hij versloeg er Wayne Ferreira in de finale. Op Roland Garros verloor hij echter al in de eerste ronde van Martin Damm. In de voorbereiding op Wimbledon won Kiefer zijn derde toernooi, het ATP-toernooi van Halle. Hij versloeg er in de finale de Zweed Nicklas Kulti en won zo zijn eerste grastoernooi. Door zijn overwinning dook Kiefer voor het eerst de top 20 binnen, op plaats 18. Wimbledon was na de tweede ronde al voorbij, toen hij verloor van zijn landgenoot Boris Becker. In augustus reeg Kiefer een reeks mooie resultaten aaneen: halve finale op het Masterstoernooi van Montréal, derde ronde op het Masterstoernooi van Cincinnati en halve finale op het ATP-toernooi van Washington. Op het US Open werd Kiefer in de derde ronde verslagen door Arnaud Clément. In september won Kiefer zijn derde toernooi van het jaar, in Tasjkent, door George Bastl in de finale te verslaan. Verder haalde hij nog de halve finale in Bazel en de finale van Wenen. Hij versloeg op dat laatste toernooi Jevgeni Kafelnikov en Richard Krajicek, maar verloor van Greg Rusedski. Op 18 oktober kwam Kiefer voor het eerst binnen in de top tien, op plaats 8. Op het Masterstoernooi van Stuttgart moest hij in de tweede ronde tegen Andrej Pavel opgeven omdat hij de ligamenten in zijn linkerenkel scheurde. Kiefer laste een rustperiode in en keerde pas terug voor de ATP Tour World Championship, waar zijn sterke jaar hem een plaats had opgeleverd. Hij was de eerste Duitser sinds Boris Becker in 1996 die zich kwalificeerde voor het eindejaarskampioenschap. Hij verloor in de groepsfase van Thomas Enqvist, maar won van Todd Martin en Jevgeni Kafelnikov en stootte door naar de halve finale, die hij verloor van de uiteindelijke winnaar Pete Sampras met 3-6, 3-6. Kiefer sloot het jaar voor het eerst af binnen de top 10, op plaats 6, en was de derde Duitser, na Boris Becker en Michael Stich, die hierin slaagde.

#### 2000
Op tien januari 2000 bereikte Kiefer de vierde plaats op de ATP-ranglijst, de hoogste klassering van zijn carrière. Hij zette zijn goede vorm van eind 1999 door en bereikte de halve finale op het ATP-toernooi van Doha (verlies tegen Fabrice Santoro) en de kwartfinale op het Australian Open, die hij verloor van Magnus Norman. Hij won begin februari het ATP-toernooi van Dubai door in de finale Juan Carlos Ferrero te verslaan. Het was de vijfde toernooizege van zijn carrière. In Rotterdam haalde hij de kwartfinale, die hij verloor van Cédric Pioline. In Indian Wells scheurde Kiefer opnieuw de ligamenten van zijn rechterenkel. Hij nam daarom na Miami een pauze van twee maanden. In mei keerde hij terug en verloor hij in drie toernooien, waaronder Roland Garros, telkens in de eerste ronde. Midden augustus behaalde Kiefer pas weer goede resultaten, met een halve finale op het ATP-toernooi van Washington en een kwartfinale op het US Open (winst op 's werelds nummer 3 Magnus Norman in de vierde ronde, verlies tegen de uiteindelijk winnaar Marat Safin). Kiefer verloor eind augustus op de Olympische Zomerspelen in Sydney in de eerste ronde van de Fransman Arnaud Di Pasquale, die uiteindelijk de bronzen medaille zou winnen. In oktober won hij zijn tweede toernooi van het jaar en het zesde (en tot nu toe laatste) van zijn carrière in Hongkong. Hij versloeg er drie top 20-spelers op rij: Nicolás Lapentti in de kwartfinale, Tim Henman in de halve finale en Mark Philippoussis in de finale. Na de finale speelde Kiefer dat jaar geen toernooien meer omwille van een stressfractuur in zijn rechterpols. Hij eindigde het jaar op plaats 20 van de ATP-ranglijst.

#### 2001
Op het eerste toernooi van het jaar, het ATP-toernooi van Doha, bereikte Kiefer de kwartfinale. Hij verloor die van Vladimir Voltsjkov. Op het Australian Open werd hij in de tweede ronde uitgeschakeld door Jevgeni Kafelnikov. Na de kwartfinale op het ATP-toernooi van Rotterdam (verlies tegen Andrej Pavel), ging Kiefer door minder succesvolle periode. Hij verloor vroeg in verschillende toernooien en tuimelde in februari zelfs voor twee weken uit de top 50. Vanaf eind maart ging het weer beter, met onder andere een kwartfinale op het ATP-toernooi van Mallorca. Op Roland Garros werd hij uitgeschakeld in de eerste ronde door Juan Balcells. Op Wimbledon ging het beter en bereikte hij de vierde ronde, die hij verloor van Andre Agassi. Tijdens de zomer op de Amerikaanse hardcourts behaalde Kiefer maar matige resultaten en ook het US Open was een tegenvaller met verlies in de eerste ronde tegen zijn landgenoot Rainer Schüttler. In het najaar bereikte hij nog de finale van het ATP-toernooi van Moskou, die hij verloor van Jevgeni Kafelnikov. Hij sloot het jaar af op plaats 42, de laagste eindejaarsranking in vijf jaar.

#### 2002
Op het Australian Open werd Kiefer in de eerste ronde uitgeschakeld door Jiří Novák. Ook in de volgende maanden tot en met mei werd Kiefer steeds in de eerste of tweede ronde verslagen. Begin juni was hij teruggezakt tot de 66e plaats op de ATP-ranglijst. Op het ATP-toernooi van Halle haalde hij zijn grootste succes van het jaar door er de finale te halen. Kiefer versloeg Pete Sampras in de tweede ronde en Roger Federer in de halve finale, maar moest de duimen leggen voor Jevgeni Kafelnikov in de finale. Op Wimbledon verloor hij van Mark Philippoussis in de derde ronde. Tijdens de zomer haalde Kiefer in het enkelspel de kwartfinale op het ATP-toernooi van Los Angeles en won hij op datzelfde toernooi het dubbelspel met Sébastien Grosjean. Kiefer haalde ook de derde ronde in Indianapolis, waar het diezelfde Grosjean was die hem versloeg. Op het US Open lag hij er echter al meteen in de eerste ronde uit, na verlies tegen het tweede reekshoofd Marat Safin met 3-6, 6-4, 6-4, 4-6 en 6-7. De wedstrijd duurde 4 uur en 32 minuten en was de langste partij van het jaar. In het najaar bereikte hij nog de kwartfinale van het ATP-toernooi van Sint-Petersburg. Op de andere toernooien werd hij vroeg uitgeschakeld. Kiefer eindigde 2002 voor het eerst sinds 1997 buiten de top 50, op de 72e plaats.

#### 2003
Kiefer bleef tijdens de eerste twee maanden van het jaar aan de kant omwille van een blessure aan de linkerhiel en startte pas in maart op het ATP-toernooi van Delray Beach, waar hij meteen in de eerste ronde verloor van Jan-Michael Gambill. Op Roland Garros verloor hij in de tweede ronde van Guillermo Coria, die de halve finale zou halen. Net zoals in 2002 behaalde hij op het grastoernooi van Halle zijn beste resultaat door er opnieuw de finale te halen. Hij verloor van Roger Federer met 1-6, 3-6. Wimbledon was echter al na ronde 1 voorbij, na verlies tegen de Belg Gilles Elseneer. Tijdens de zomer op de Amerikaanse hardcourt kende Kiefer meer succes. Hij haalde de kwartfinale in Indianapolis (verlies tegen Nicolas Thomann) en twee halve finales op rij, in Los Angeles (verlies tegen Lleyton Hewitt) en Long Island (verlies tegen Paradorn Srichaphan). Op het US Open werd hij in de tweede ronde uitgeschakeld door zijn landgenoot Rainer Schüttler, het achtste reekshoofd. In het najaar haalde hij de derde ronde in Tokio, waar hij het dubbelspeltoernooi won aan de zijde van Justin Gimelstob, en de kwartfinale in Wenen, die hij verloor van Carlos Moyà.

#### 2004
Bij de eerste vier toernooien van het jaar (waaronder het Australian Open) werd Kiefer telkens in de eerste ronde uitgeschakeld. In februari en maart haalde hij echter enkele mooie resultaten met finaleplaatsen in Memphis (verlies tegen Joachim Johansson) en Scottsdale (verlies tegen Vincent Spadea) en een kwartfinale op het Masterstoernooi van Miami. In Miami versloeg hij onder andere Rainer Schüttler (2e ronde) en Sébastien Grosjean (4e ronde) en verloor hij van Guillermo Coria. Op Roland Garros werd hij in de tweede ronde verslagen door 's werelds nummer 1 Roger Federer. Tijdens het grasseizoen haalde Kiefer de kwartfinale in Halle (uitgeschakeld door Schüttler) en verloor hij meteen in de eerste ronde van Wimbledon van Thomas Johansson. In juli haalde hij twee opeenvolgende finaleplaatsen in Los Angeles en Indianapolis, die hij respectievelijk verloor van Tommy Haas en Andy Roddick. Die laatste versloeg hem de week na Indianapolis opnieuw in de halve finale van het Masterstoernooi van Toronto, waar Kiefer in eerdere rondes Marat Safin en Carlos Moyà (de nummer 4 van de wereld) had verslagen, en de week daarop in de tweede ronde van het Masterstoernooi van Cincinnati. In augustus nam Kiefer deel aan de Olympische Spelen in Athene. In het enkeltoernooi verloor hij in de derde ronde van Michail Joezjny. In het dubbelspel echter had Kiefer, met zijn landgenoot Rainer Schüttler, meer succes. Het duo won de zilveren medaille. Zij verloren in de finale van het olympisch toernooi van het Chileense duo Fernando González en Nicolás Massú. Kiefers laatste toernooi van het jaar was het US Open, waar hij als 19e geplaatst was. Hij bereikte er de vierde ronde, maar moest in zijn partij tegen Tim Henman in de vijfde set opgeven met een blessure aan de rechterpols. Kiefer speelde niet meer in het najaar en eindigde het jaar op plaats 20.

#### 2005
Kiefer startte 2005 met een kwartfinale op het ATP-toernooi van Adelaide, die hij verloor van de Belg Olivier Rochus. Diezelfde Rochus versloeg hem ook in de eerste ronde van het Australian Open. In februari haalde hij de kwartfinale in Dubai (verlies tegen Tommy Robredo) en in maart de kwartfinale op het Masterstoernooi van Indian Wells, waar hij verloor van Roger Federer, de uiteindelijke winnaar. Op Roland Garros haalde hij zijn beste resultaat door de vierde ronde te halen en op Wimbledon verloor hij in de derde ronde van de uiteindelijke winnaar Federer. Kiefer was wel de enige speler die tijdens het toernooi een set kon winnen van Federer. Tijdens het hardcourtseizoen in de zomer haalde Kiefer de kwartfinale in Indianapolis (verlies tegen Greg Rusedski) en de derde ronde op de Masters van Montréal. Op het US Open bereikte hij zoals in 2004 de vierde ronde en verloor hij net zoals in Wimbledon van de uiteindelijk winnaar Roger Federer. In de herfst haalde Kiefer nog twee finales: in Moskou, waar hij verloor van Igor Andrejev, en in Sint-Petersburg, waar hij verloor van Thomas Johansson. Kiefer eindigde het jaar op plaats 23 van de ATP-ranglijst.

#### 2006 - 2007
Kiefer bereikte met de halve finale op het Australian Open van 2006 zijn beste resultaat ooit op een grandslamtoernooi. Hij was het 21e reekshoofd en versloeg achtereenvolgens Paradorn Srichaphan, Boris Pasjanski, Juan Carlos Ferrero (15e reekshoofd), Juan Ignacio Chela en Sébastien Grosjean (25e reekshoofd). In de halve finale verloor hij van de uiteindelijke winnaar Roger Federer. Kiefer had daarmee op de laatste drie Grand Slams telkens verloren van Federer, die later ook het toernooi won. Op het Masterstoernooi van Miami haalde hij de vierde ronde (verlies tegen Agustín Calleri). In mei speelde hij in het World Team Championship en haalde hij met het Duitse team de finale, die werd verloren van Kroatië. Op Roland Garros moest Kiefer in de derde ronde tegen Tomáš Berdych opgeven met een blessure aan de linkerpols die hij in zijn tweederondepartij tegen Marc Gicquel had opgelopen. Kiefers seizoen was door deze blessure voorbij. Hij onderging een heelkundige ingreep op 17 juli en een tweede op 2 oktober. Kiefer sloot zijn door blessure ingekorte jaar af op plaats 48.
In de eerste helft van 2007 speelde Kiefer niet omwille van zijn blessure. In juni viel hij zelfs volledig buiten de ATP-ranglijst. Midden juni maakte hij zijn comeback op het ATP-toernooi van Halle, waar hij in de eerste ronde verloor van Tomáš Berdych. Op Wimbledon verloor hij in de derde ronde van Novak Đoković. In juli haalde hij de halve finale van het ATP-toernooi van Los Angeles, waarin hij tegen Radek Štěpánek moest opgeven omwille van een blessure, aan de knie ditmaal. Op het US Open werd hij in de tweede ronde uitgeschakeld door het vierde reekshoofd Nikolaj Davydenko. In het najaar haalde Kiefer nog de halve finale in Peking (verlies tegen Tommy Robredo), de kwartfinale in Mumbai (opgave tegen Olivier Rochus), de halve finale op de Masters in Madrid (verlies tegen Roger Federer) en de kwartfinale in Bazel (opnieuw verlies tegen Federer). Kiefer eindigde het jaar op plaats 49.

#### 2008
Kiefer startte 2008 met mindere uitslagen. In Doha gaf hij vóór de tweede ronde op en op het Australian Open werd hij in de eerste ronde uitgeschakeld door Juan Carlos Ferrero, het 22e reekshoofd. Hij laste een pauze in tot begin maart, maar de resultaten bleven uit. Zijn eerste goede toernooi van het Masterstoernooi van Hamburg, waar hij de kwartfinale haalde. Hij versloeg er twee spelers uit de top tien (Stanislas Wawrinka en Nikolaj Davydenko), maar verloor van de Italiaan Andreas Seppi. Ook in Halle haalde hij met een halve finale een mooi resultaat. Hij verloor die van 's werelds nummer 1 en de uiteindelijke toernooiwinnaar Roger Federer. Op Wimbledon verloor hij in de derde ronde van de uiteindelijke winnaar Rafael Nadal. In juli behaalde hij zijn beste resultaat van het jaar met de eerste Mastersfinale van zijn carrière op de Masters van Montréal. Hij versloeg er twee toptienspelers (Nikolaj Davydenko en James Blake), maar verloor de finale van Nadal. Dit was de tiende finale die Kiefer verloor sinds zijn laatste toernooiwinst in 2000. In augustus nam Kiefer voor de derde maal deel aan de Olympische Spelen, ditmaal in Peking. Hij verloor er in de derde ronde van het enkelspel van de Fransman Paul-Henri Mathieu. In het dubbelspel speelde hij opnieuw aan de zijde van Rainer Schüttler, maar het duo kon zijn succes van 2004 niet herhalen. De twee Duitsers verloren in de eerste ronde van het dubbelspel van het Oostenrijkse duo Jürgen Melzer en Julian Knowle. Op het US Open moest hij in zijn eersterondepartij tegen Ivo Minář opgeven wegens vermoeidheid. In het najaar nam hij slechts deel aan drie toernooien, waar hij vroeg in het toernooi verloor. Kiefer eindigde het jaar op plaats 37.

#### 2009

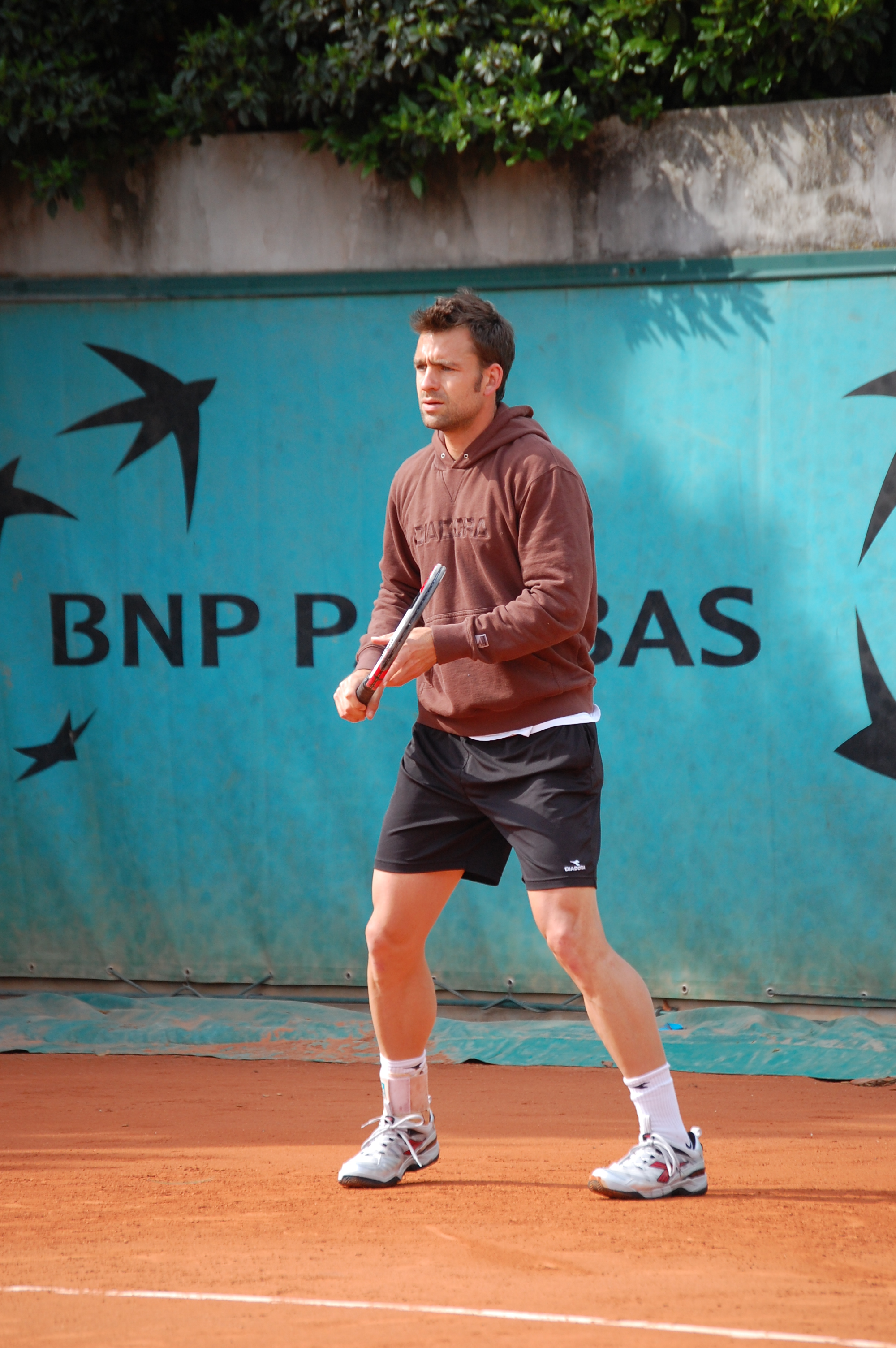
Kiefer tijdens training op Roland Garros in 2009

Kiefer begon het jaar op het ATP-circuit pas in maart, met een partij in de Davis Cup. Op de Masterstoernooien van Indian Wells en Miami haalde hij telkens de derde ronde en verloor hij respectievelijk van Andy Roddick en Roger Federer. In mei nam hij met het Duitse team deel aan het World Team Championship in Düsseldorf. Hij speelde in het dubbelspel met zijn landgenoot Mischa Zverev. Het duo won al hun partijen, maar Duitsland verloor de finale van Servië omdat beide enkelspelen werden verloren. Op Roland Garros werd hij in de tweede ronde uitgeschakeld door 14e reekshoofd David Ferrer. Op Wimbledon lag hij er al in de eerste ronde uit, toen hij verloor van Fabrice Santoro. In juli haalde Kiefer twee goede resultaten met een halve finale in Stuttgart (verlies tegen Jérémy Chardy) en een kwartfinale in Gstaad (opgave tegen Thomaz Bellucci). Hij zakte evenwel ver terug op de ATP-ranglijst omdat hij zijn finaleplaats op de Masters van Canada niet verdedigde en al in de eerste ronde van het toernooi verloor. Op het US Open verloor hij in de tweede ronde van Rafael Nadal. Kiefer sloot het jaar af voor het eerst in 12 jaar buiten de top 100 af op plaats 116.

#### 2010
Kiefer speelde in de eerste helft van het jaar weinig toernooien. In de meeste werd hij ook vroeg uitgeschakeld, zoals op Wimbledon, waar hij in de eerste ronde verloor. Tijdens de zomer speelde hij geen toernooien en miste hij het US Open. Op 30 december maakte hij bekend dat hij per direct stopte met proftennis. Hij staat dan 720 op de wereldranglijst.

### Davis Cup
Kiefer speelde voor het eerst voor het Duitse Davis Cupteam in 1998, in een duel tegen Zuid-Afrika in de eerste ronde van de Wereldgroep. Hij speelde in elk jaar van 1998 tot en met 2009, behalve 2000 en 2007, in de Davis Cup. In de periode 1998-2009 speelde Kiefer 21 enkelpartijen, waarvan hij er tien won, en 5 dubbelpartijen, waarvan hij er twee won.

## Onderscheidingen
Kiefer is sinds oktober 2004 ereburger van de stad Dassel, waar hij in het stadsdeel Sievershausen woont. Dit ereburgerschap werd hem toegekend na het behalen van de zilveren medaille in het dubbelspel op de Olympische Spelen van Athene.

## Palmares
| Legenda                       | Legenda               |
| ----------------------------- | --------------------- |
| Grand Slam                    |                       |
| Olympische Spelen             |                       |
| tot 2009                      | vanaf 2009            |
| Tennis Masters Cup            | ATP Finals            |
| ATP Masters Series            | ATP Tour Masters 1000 |
| ATP International Series Gold | ATP Tour 500          |
| ATP International Series      | ATP Tour 250          |

### Enkelspel
| Nr.                  | Datum             | Toernooi             | Ondergrond    | Tegenstander in finale | Score                      |          |
| -------------------- | ----------------- | -------------------- | ------------- | ---------------------- | -------------------------- | -------- |
| gewonnen finales     |                   |                      |               |                        |                            |          |
| 1.                   | 22 september 1997 | ATP Toulouse         | Hardcourt (i) | Mark Philippoussis     | 7-5, 5-7, 6-4              | details  |
| 2.                   | 12 april 1999     | ATP Tokio            | Hardcourt     | Wayne Ferreira         | 7-6(5), 7-5                | details  |
| 3.                   | 7 juni 1999       | ATP Halle            | Gras          | Nicklas Kulti          | 6-3, 6-2                   | details  |
| 4.                   | 13 september 1999 | ATP Tasjkent         | Hardcourt     | George Bastl           | 6-4, 6-2                   | details  |
| 5.                   | 7 februari 2000   | ATP Dubai            | Hardcourt     | Juan Carlos Ferrero    | 7-5, 4-6, 6-3              | details  |
| 6.                   | 2 oktober 2000    | ATP Hongkong         | Hardcourt     | Mark Philippoussis     | 7-6(4), 2-6, 6-2           | details  |
| verloren finales     |                   |                      |               |                        |                            |          |
| 1.                   | 6 oktober 1997    | ATP Singapore        | Tapijt (i)    | Magnus Gustafsson      | 6-4, 3-6, 3-6              | details  |
| 2.                   | 8 februari 1999   | ATP Dubai            | Hardcourt     | Jérôme Golmard         | 4-6, 2-6                   | details  |
| 3.                   | 11 oktober 1999   | ATP Wenen            | Hardcourt (i) | Greg Rusedski          | 7-6(5), 6-2, 3-6, 5-7, 4-6 | details  |
| 4.                   | 1 oktober 2001    | ATP Moskou           | Tapijt (i)    | Jevgeni Kafelnikov     | 4-6, 5-7                   | details  |
| 5.                   | 10 juni 2002      | ATP Halle            | Gras          | Jevgeni Kafelnikov     | 6-2, 4-6, 4-6              | details  |
| 6.                   | 9 juni 2003       | ATP Halle            | Gras          | Roger Federer          | 1-6, 3-6                   | details  |
| 7.                   | 16 februari 2004  | ATP Memphis          | Hardcourt (i) | Joachim Johansson      | 6-7(5), 3-6                | details  |
| 8.                   | 1 maart 2004      | ATP Scottsdale       | Hardcourt     | Vincent Spadea         | 5-7, 7-6(5), 3-6           | details  |
| 9.                   | 12 juli 2004      | ATP Los Angeles      | Hardcourt     | Tommy Haas             | 6-7(6), 4-6                | details  |
| 10.                  | 19 juli 2004      | ATP Indianapolis     | Hardcourt     | Andy Roddick           | 2-6, 3-6                   | details  |
| 11.                  | 10 oktober 2005   | ATP Moskou           | Tapijt (i)    | Igor Andrejev          | 7-5, 6-7(3), 2-6           | details  |
| 12.                  | 24 oktober 2005   | ATP Sint-Petersburg  | Tapijt (i)    | Thomas Johansson       | 4-6, 2-6                   | details  |
| 13.                  | 21 juli 2008      | ATP Montréal/Toronto | Hardcourt     | Rafael Nadal           | 3-6, 2-6                   | details  |
| gewonnen challengers |                   |                      |               |                        |                            |          |
| 1.                   | 6 maart 1995      | Garmisch             | Hardcourt     | Dick Norman            | 7-6, 7-6                   | 7-6, 7-6 |

### Dubbelspel
| Nr.                               | Datum             | Toernooi          | Ondergrond | Partner            | Tegenstanders in finale         | Score                      |         |
| --------------------------------- | ----------------- | ----------------- | ---------- | ------------------ | ------------------------------- | -------------------------- | ------- |
| gewonnen finales mannendubbelspel |                   |                   |            |                    |                                 |                            |         |
| 1.                                | 19 oktober 1998   | ATP Ostrava       | Tapijt     | David Prinosil     | David Adams Pavel Vízner        | 6-4, 6-3                   | details |
| 2.                                | 22 juli 2002      | ATP Los Angeles   | Hardcourt  | Sébastien Grosjean | Justin Gimelstob Michaël Llodra | 6-4, 6-4                   | details |
| 3.                                | 29 september 2003 | ATP Tokio         | Hardcourt  | Justin Gimelstob   | Scott Humphries Mark Merklein   | 6-7(6), 6-3, 7-6(4)        | details |
| verloren finales mannendubbelspel |                   |                   |            |                    |                                 |                            |         |
| 1.                                | 16 augustus 2004  | Olympische Spelen | Hardcourt  | Rainer Schüttler   | Fernando González Nicolás Massú | 2-6, 6-4, 6-3, 6-7(7), 4-6 | details |

## Resultaten grandslamtoernooien
| Legenda | Legenda                          |
| ------- | -------------------------------- |
| g.t.    | geen toernooi gehouden           |
| l.c.    | lagere categorie                 |
| –       | niet deelgenomen                 |
| G       | uitgeschakeld in de groepsfase   |
| 1R      | uitgeschakeld in de eerste ronde |
| 2R      | uitgeschakeld in de tweede ronde |
| 3R      | uitgeschakeld in de derde ronde  |
| 4R      | uitgeschakeld in de vierde ronde |
| KF      | uitgeschakeld in de kwartfinale  |
| HF      | uitgeschakeld in de halve finale |
| F       | de finale verloren               |
| W       | het toernooi gewonnen            |
| w-v     | winst/verlies-balans             |

### Enkelspel
Deze gegevens zijn bijgewerkt tot en met 31 december 2010.
| Toernooi              | 1994              | 1995              | 1996              | 1997              | 1998              | 1999              | 2000              | 2001              | 2002              | 2003              | 2004              | 2005              | 2006              | 2007              | 2008              | 2009          | 2010          | w-v     |
| --------------------- | ----------------- | ----------------- | ----------------- | ----------------- | ----------------- | ----------------- | ----------------- | ----------------- | ----------------- | ----------------- | ----------------- | ----------------- | ----------------- | ----------------- | ----------------- | ------------- | ------------- | ------- |
| Grandslamtoernooien   |                   |                   |                   |                   |                   |                   |                   |                   |                   |                   |                   |                   |                   |                   |                   |               |               |         |
| Australian Open       | –                 | –                 | 1R                | –                 | KF                | 3R                | KF                | 2R                | 1R                | –                 | 1R                | 1R                | HF                | –                 | 1R                | –             | –             | 16-10   |
| Roland Garros         | –                 | –                 | –                 | 1R                | 2R                | 1R                | 1R                | 1R                | 1R                | 2R                | 2R                | 4R                | 3R                | –                 | –                 | 2R            | –             | 9-11    |
| Wimbledon             | –                 | –                 | –                 | KF                | 3R                | 2R                | 1R                | 4R                | 3R                | 1R                | 1R                | 3R                | –                 | 3R                | 3R                | 1R            | 1R            | 18-13   |
| US Open               | –                 | –                 | –                 | –                 | 3R                | 3R                | KF                | 1R                | 1R                | 2R                | 4R                | 4R                | –                 | 2R                | 1R                | 2R            | –             | 17-11   |
| Winst-verlies         | 0-0               | 0-0               | 0-1               | 4-2               | 9-4               | 5-4               | 8-4               | 4-4               | 2-4               | 2-3               | 4-4               | 8-4               | 7-2               | 3-2               | 2-3               | 2-3           | 0-1           | 60-45   |
| ATP World Tour Finals |                   |                   |                   |                   |                   |                   |                   |                   |                   |                   |                   |                   |                   |                   |                   |               |               |         |
| ATP World Tour Finals | –                 | –                 | –                 | –                 | –                 | HF                | –                 | –                 | –                 | –                 | –                 | –                 | –                 | –                 | –                 | –             | –             | 2-2     |
| ATP Masters 1000      |                   |                   |                   |                   |                   |                   |                   |                   |                   |                   |                   |                   |                   |                   |                   |               |               |         |
| Indian Wells          | –                 | –                 | –                 | –                 | 3R                | 3R                | 1R                | 3R                | 2R                | 2R                | 1R                | KF                | 2R                | –                 | 1R                | 3R            | –             | 12-11   |
| Miami                 | –                 | –                 | –                 | 2R                | 4R                | KF                | 2R                | 2R                | 1R                | 1R                | KF                | 2R                | 4R                | –                 | 3R                | 3R            | –             | 16-12   |
| Monte Carlo           | –                 | –                 | –                 | –                 | 2R                | –                 | –                 | 1R                | 1R                | –                 | 2R                | 2R                | 3R                | –                 | 2R                | 1R            | –             | 6-8     |
| Rome                  | –                 | –                 | –                 | –                 | –                 | 3R                | –                 | 3R                | 1R                | –                 | 1R                | 2R                | 2R                | –                 | 1R                | 1R            | –             | 6-8     |
| Hamburg               | –                 | –                 | 1R                | 2R                | 1R                | –                 | –                 | 3R                | 1R                | 1R                | 1R                | 2R                | 2R                | –                 | KF                | l.c.          | l.c.          | 8-10    |
| Stockholm             | –                 | geen toernooi     | geen toernooi     | geen toernooi     | geen toernooi     | geen toernooi     | geen toernooi     | geen toernooi     | geen toernooi     | geen toernooi     | geen toernooi     | geen toernooi     | geen toernooi     | geen toernooi     | geen toernooi     | geen toernooi | geen toernooi | 0-0     |
| Essen                 | g.t.              | 1R                | geen toernooi     | geen toernooi     | geen toernooi     | geen toernooi     | geen toernooi     | geen toernooi     | geen toernooi     | geen toernooi     | geen toernooi     | geen toernooi     | geen toernooi     | geen toernooi     | geen toernooi     | geen toernooi | geen toernooi | 0-1     |
| Stuttgart             | geen toernooi     | geen toernooi     | 2R                | KF                | 2R                | 2R                | –                 | 1R                | geen toernooi     | geen toernooi     | geen toernooi     | geen toernooi     | geen toernooi     | geen toernooi     | geen toernooi     | geen toernooi | geen toernooi | 5-5     |
| Madrid                | geen toernooi     | geen toernooi     | geen toernooi     | geen toernooi     | geen toernooi     | geen toernooi     | geen toernooi     | geen toernooi     | –                 | –                 | –                 | 1R                | –                 | HF                | 1R                | 1R            | –             | 4-4     |
| Montréal/Toronto      | –                 | –                 | –                 | –                 | 3R                | HF                | 2R                | 2R                | 1R                | –                 | HF                | 3R                | –                 | 2R                | F                 | 1R            | –             | 20-10   |
| Cincinnati            | –                 | –                 | –                 | –                 | 1R                | 3R                | 1R                | 3R                | 2R                | –                 | 2R                | 2R                | –                 | 2R                | –                 | 1R            | –             | 8-9     |
| Shanghai              | geen Masters 1000 | geen Masters 1000 | geen Masters 1000 | geen Masters 1000 | geen Masters 1000 | geen Masters 1000 | geen Masters 1000 | geen Masters 1000 | geen Masters 1000 | geen Masters 1000 | geen Masters 1000 | geen Masters 1000 | geen Masters 1000 | geen Masters 1000 | geen Masters 1000 | –             | –             | 0-0     |
| Parijs                | –                 | –                 | –                 | –                 | 2R                | –                 | –                 | 1R                | –                 | –                 | –                 | 1R                | –                 | 1R                | 2R                | –             | –             | 2-5     |
| Olympische Spelen     |                   |                   |                   |                   |                   |                   |                   |                   |                   |                   |                   |                   |                   |                   |                   |               |               |         |
| Olympische Spelen     | g.t.              | g.t.              | –                 | g.t.              | g.t.              | g.t.              | 1R                | g.t.              | g.t.              | g.t.              | 3R                | g.t.              | g.t.              | g.t.              | 3R                | g.t.          | g.t.          | 4-3     |
| Statistieken          |                   |                   |                   |                   |                   |                   |                   |                   |                   |                   |                   |                   |                   |                   |                   |               |               |         |
| titels per jaar       | 0                 | 0                 | 0                 | 1                 | 0                 | 3                 | 2                 | 0                 | 0                 | 0                 | 0                 | 0                 | 0                 | 0                 | 0                 | 0             | 0             | 6       |
| Totaal winst-verlies  | 0-1               | 3-3               | 7-9               | 26-16             | 35-29             | 54-25             | 30-16             | 29-29             | 21-28             | 19-17             | 37-20             | 34-23             | 16-10             | 19-11             | 23-17             | 13-16         | 1-3           | 366-274 |
| Eindejaarsranking     | 1212              | 202               | 127               | 32                | 35                | 6                 | 20                | 42                | 72                | 58                | 21                | 23                | 48                | 49                | 37                | 116           | 720           | n.v.t.  |

### Mannendubbelspel
| Grandslamtoernooien   |               |               |     |               |               |               |     |               |               |               |     |               |               |        |
| Australian Open       | –             | –             | –   | –             | –             | –             | 2R  | –             | –             | –             | –   | –             | –             | 1-1    |
| Roland Garros         | –             | –             | –   | 1R            | –             | 1R            | 1R  | –             | –             | –             | –   | –             | –             | 0-3    |
| Wimbledon             | –             | –             | –   | –             | –             | 2R            | –   | –             | –             | –             | –   | –             | –             | 1-1    |
| US Open               | –             | –             | –   | –             | 1R            | –             | –   | –             | –             | –             | –   | –             | –             | 0-1    |
| Winst-verlies         | 0-0           | 0-0           | 0-0 | 0-1           | 0-1           | 1-2           | 1-2 | 0-0           | 0-0           | 0-0           | 0-0 | 0-0           | 0-0           | 2-6    |
| ATP World Tour Finals |               |               |     |               |               |               |     |               |               |               |     |               |               |        |
| ATP World Tour Finals | –             | –             | –   | –             | –             | –             | –   | –             | –             | –             | –   | –             | –             | 0-0    |
| Olympische Spelen     |               |               |     |               |               |               |     |               |               |               |     |               |               |        |
| Olympische Spelen     | geen toernooi | geen toernooi | –   | geen toernooi | geen toernooi | geen toernooi | F   | geen toernooi | geen toernooi | geen toernooi | 1R  | geen toernooi | geen toernooi | 4-2    |
| Statistieken          |               |               |     |               |               |               |     |               |               |               |     |               |               |        |
| titels per jaar       | 1             | 0             | 0   | 0             | 1             | 1             | 0   | 0             | 0             | 0             | 0   | 0             | 0             | 3      |
| Eindejaarsranking     | 136           | 256           | 187 | 208           | 60            | 108           | 107 | 133           | 1421          | 230           | 242 | 147           | 1018          | n.v.t. |